# サンタレクサンドル
サンタレクサンドル （Saint-Alexandre）は、フランス、オクシタニー地域圏、ガール県のコミューン。

## 歴史
フランス革命の間、コミューンは一時的にロクブリュヌ（Roquebrune）と改名していた。

## 人口統計
2016年時点のコミューン人口は1218人で、2011年時点の人口より10.63%増加した。
| 1962年 | 1968年 | 1975年 | 1982年 | 1990年 | 1999年 | 2006年 | 2016年 |
| ------ | ------ | ------ | ------ | ------ | ------ | ------ | ------ |
| 498    | 517    | 522    | 664    | 955    | 978    | 1066   | 1218   |

参照元:1962年から1999年までは複数コミューンに住所登録をする者の重複分を除いたもの。それ以降は当該コミューンの人口統計によるもの。1999年までEHESS/Cassini、2006年以降INSEE

## ギャラリー

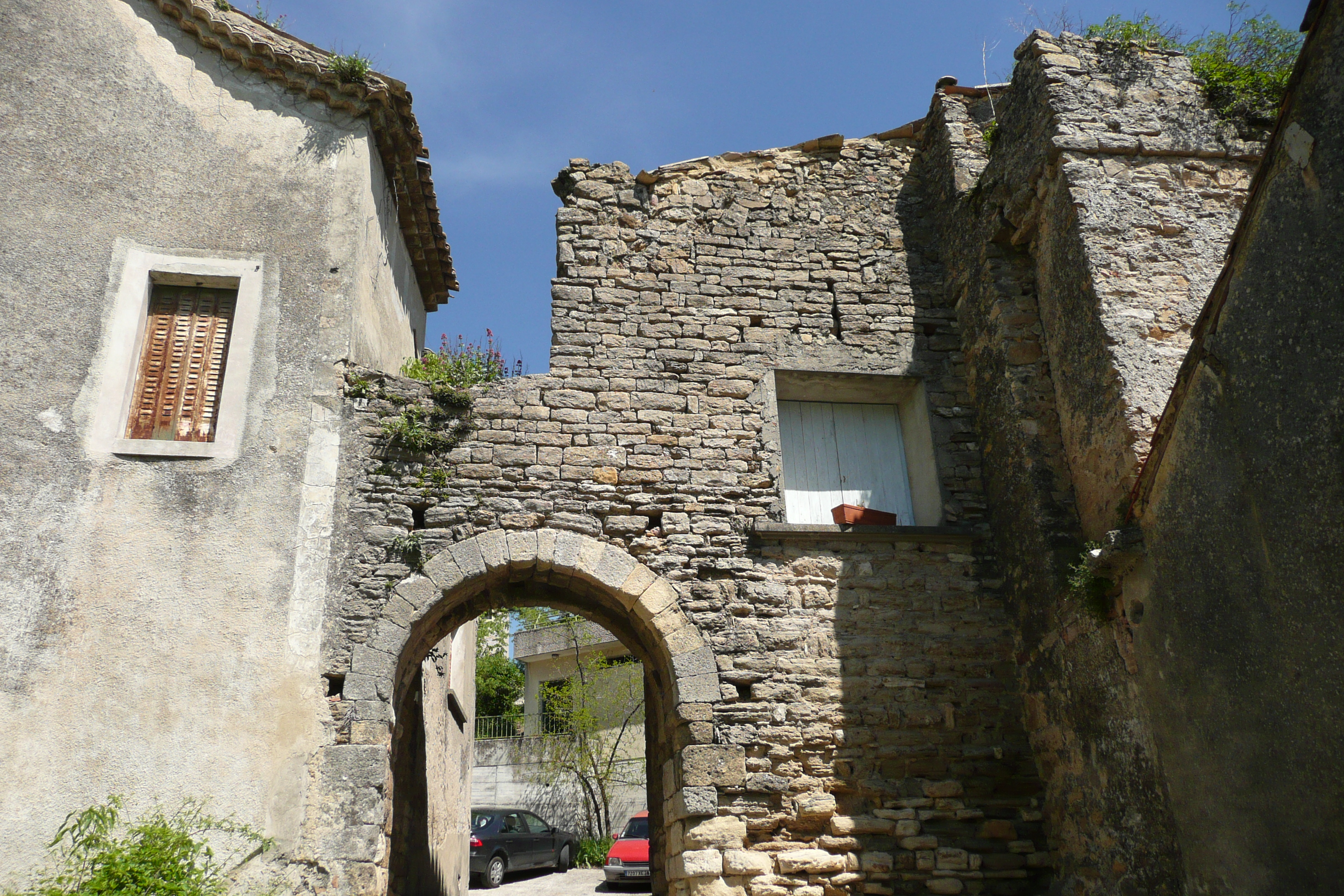
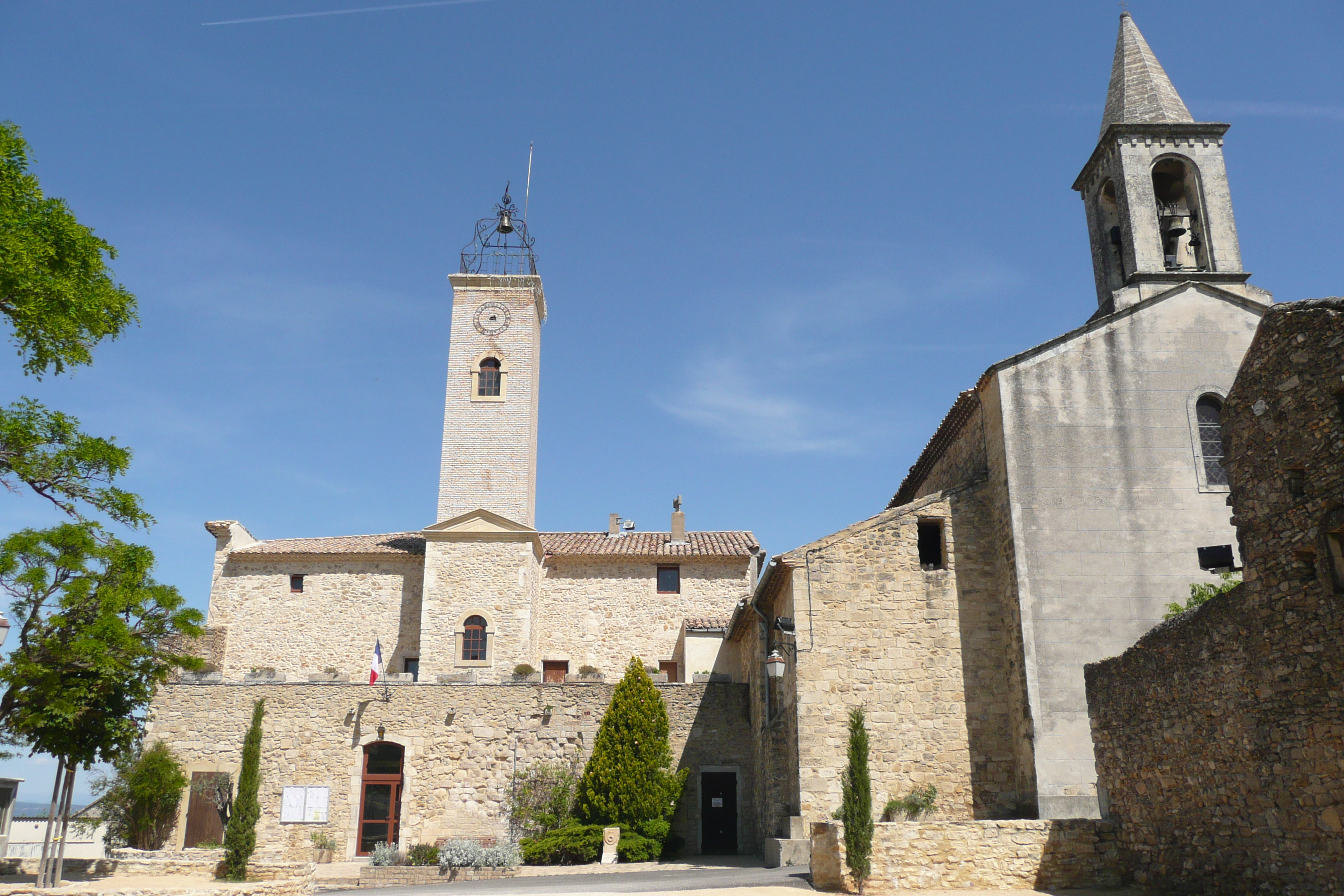
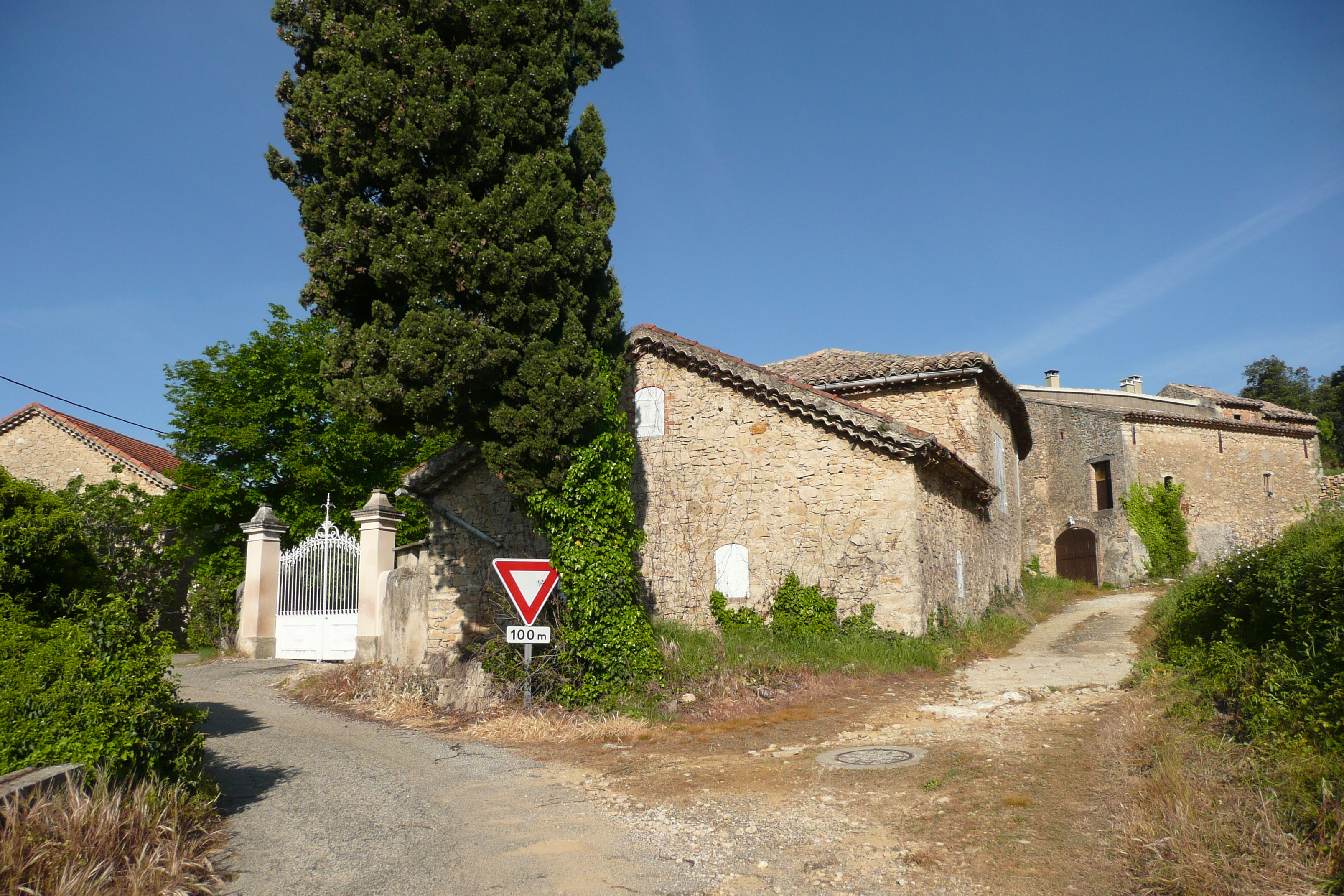